# Júlio César (Fußballspieler, 1979)
Júlio César, mit vollem Namen Júlio César Soares de Espíndola (* 3. September 1979 in Rio de Janeiro), ist ein ehemaliger brasilianischer Fußballtorwart. Für Inter Mailand spielte er von 2005 bis 2012 und gewann fünf Italienische Meisterschaften und 2010 das Triple aus Meisterschaft, Pokal und Champions League.

## Karriere

### Im Verein
Júlio César begann seine Laufbahn als Torhüter in der Jugend von Flamengo in seiner Heimatstadt Rio de Janeiro. Bereits mit 17 Jahren debütierte er 1997 als Torhüter der ersten Mannschaft von Flamengo, ab 2000 war er Stammtorhüter.
Nach der Copa América 2004 wechselte er zur Spielzeit 2004/05 in die italienische Serie A. Dort wurde er zunächst für ein halbes Jahr an Chievo Verona ausgeliehen. Von August 2005 bis zum Mai 2012 war er Stammtorhüter von Inter Mailand. Mit Inter gewann Júlio César die Coppa Italia (2006, 2010, 2011), die Supercoppa Italiana (2005, 2006, 2008, 2010), den Meistertitel (2006, 2007, 2008, 2009, 2010) sowie die Champions League (2010) und die Klub-Weltmeisterschaft (2010). Am 10. November 2009 verlängerte Júlio César seinen Vertrag bei Inter bis zum 30. Juni 2014.
Vor der Saison 2012/13 versuchte Inter, seine Ausgaben zu senken. Da Júlio César keine Gehaltskürzung akzeptierte, verpflichteten die Mailänder Samir Handanovič von Udinese Calcio als neuen Stammtorwart, während Césars Vertrag am 29. August 2012 aufgelöst wurde. Am gleichen Tag wechselte er zu den Queens Park Rangers in die Premier League, bei denen er einen Vierjahresvertrag unterschrieb. Nach dem Abstieg in die Football League Championship wurde Júlio César nicht mehr eingesetzt.
Am 15. Februar 2014 wechselte er auf Leihbasis in die Major League Soccer zum FC Toronto. Dort absolvierte er bis Anfang Mai 2014 sieben Ligapartien, bevor er zur Vorbereitung auf die anstehende Weltmeisterschaft zur brasilianischen Nationalmannschaft stieß.
Nachdem die Queens Park Rangers zur Saison 2014/15 wieder in die Premier League aufgestiegen waren, wechselte Júlio César ablösefrei zum portugiesischen Meister Benfica Lissabon. Er unterschrieb einen Vertrag bis 2016.
In der europäischen Winterpause 2017/18 verließ César Benfica und kehrte zurück nach Brasilien. Er erhielt einen Kontrakt über drei Monate bei seinem ersten Profiklub Flamengo Rio de Janeiro. César kam für Flamengo noch zu zwei Einsätzen einmal in der Staatsmeisterschaft von Rio de Janeiro und einmal am zweiten Spieltag der Meisterschaft. Danach beendete er seine aktive Laufbahn.

### In der Nationalmannschaft
Júlio César spielte zunächst für verschiedene Jahrgänge brasilianischer Jugend- und Juniorennationalmannschaften. Mit der U-17 wurde er 1997 Südamerikameister.
Bei der Copa América 2004 war er Stammtorhüter der brasilianischen Nationalmannschaft. Das brasilianische Aufgebot galt zunächst als B-Team, da die großen Stars wie Ronaldo, Ronaldinho, Kaká und Roberto Carlos fehlten. Angeführt von Adriano konnte die Seleção das Turnier allerdings gewinnen. Beim Sieg im Halbfinale gegen Uruguay hielt Júlio César im entscheidenden Elfmeterschießen den vierten und letzten Elfer des Teams aus Uruguay. Auch das Finale gegen Argentinien wurde mit einem Elfmeterschießen entschieden; wieder hielt Júlio César einen Schuss. Trotzdem war er nach dem Turnier vorerst nur Ersatztormann für Brasilien. Als Nummer zwei im brasilianischen Tor nahm Júlio César an der Weltmeisterschaft 2006 teil, hinter Dida und vor Rogério Ceni.
Nach dem Rücktritt von Dida wurde Júlio César zur Nummer eins im brasilianischen Tor, und als solche nahm er 2009 am Confed-Cup teil, den Brasilien nach einem 3:2-Final-Sieg gegen die USA gewann. Anfang Juni 2010 wurde er in den Kader für die Weltmeisterschaft 2010 in Südafrika berufen. Bei diesem Turnier stand er bei allen fünf Spielen der brasilianischen Nationalmannschaft, die im Viertelfinale ausschied, zwischen den Pfosten. Ein Jahr nach der enttäuschend verlaufenden WM wurde der Torhüter vom neuen Trainer Mano Menezes in den Kader für die Copa América in Argentinien berufen. Dort schied die Mannschaft wiederum im Viertelfinale aus.
Auch beim Confed-Cup 2013 stand er in allen Spielen zwischen den Pfosten und gewann mit seiner Mannschaft durch ein 3:0 gegen den amtierenden Weltmeister Spanien den Titel. Zudem wurde er als bester Torhüter des Turniers ausgezeichnet. Am 8. Mai 2014 wurde er, trotz seiner Aussortierung von den Queens Park Rangers nach Kanada und einem Jahr fast ohne Spielpraxis, von Luiz Felipe Scolari als Stammtorwart für die Weltmeisterschaft 2014 berufen. Nach einem enttäuschenden Spiel im Halbfinale gegen Deutschland und einer weiteren Niederlage im Spiel um Platz 3 gegen die Niederlande kündigte Júlio César an, aus der Seleção zurückzutreten und seine Länderspielkarriere zu beenden.

## Erfolge/Titel

### Als Nationalspieler
- U-17-Südamerikameister: 1997
- Copa América: 2004
- Konföderationen-Pokal: 2009, 2013

### Mit seinen Vereinen
Flamengo
- Taça Guanabara: 1999, 2001, 2004
- Staatsmeister von Rio de Janeiro: 1999, 2000, 2001, 2004
- Copa Mercosur: 1999
- Copa dos Campeões: 2001

Inter Mailand
- UEFA Champions League: 2010
- FIFA-Klub-Weltmeisterschaft: 2010
- Italienischer Meister: 2006*, 2007, 2008, 2009, 2010
- Italienischer Pokalsieger: 2005, 2010, 2011
- Italienischer Supercupsieger: 2005, 2006, 2008, 2010

* zuerkannt infolge des italienischen Fußball-Skandals 2005/2006
Benfica Lissabon
- Portugiesischer Meister: 2015, 2016
- Portugiesischer Ligapokalsieger: 2015

## Auszeichnungen
- Serie-A-Torhüter des Jahres: 2009, 2010
- Primeira-Liga-Torhüter des Jahres: 2015
- UEFA Torhüter des Jahres: 2010
- Welttorhüter des Jahres: 3. Platz 2009, 2. Platz 2010
- Goldener Handschuh beim Konföderationen-Pokal 2013

## Privates
Júlio César ist mit dem brasilianischen Model Susana Werner verheiratet, mit der er zwei gemeinsame Kinder hat. Er besitzt auch die italienische Staatsbürgerschaft.